# Helmut Lang (Leichtathlet)
Helmut Lang (* 14. August 1940 in Wien) ist ein ehemaliger österreichischer Sprinter.
Bei den Olympischen Spielen 1972 in München wurde er mit der österreichischen Mannschaft im Halbfinale der 4-mal-100-Meter-Staffel disqualifiziert.
Seine persönliche Bestzeit über 100 m von 10,6 s stellte er am 6. Juni 1970 in Schloss Schielleiten auf.